# Parnaíba (U17)

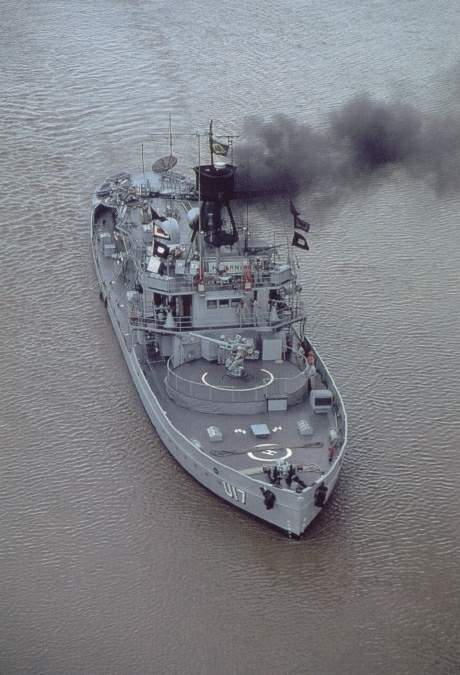
Річковий корабель Parnaíba (U-17), фотографія ВМС Бразилії

Парнаїба (U-17) [paʁnaˈibɐ] - річковий монітор ВМС Бразилії. Водночас враховуючи розміщення артилерійського озброєння не у баштах, а відкрито на платформі технічно цей корабель скоріш є броньованим річковим канонерським човном.  

## Історія
Монітор був побудований для бразильських ВМС у Ріо-де-Жанейро і увійшла до складу флоту 9 березня 1938 року. Його побудова стала реакцією на появу  у ВМС Парагваю двох річкових канонерських човнів типу «Умаїта». Він брав участь у Другій світовій війні і зараз є найстарішим у світі військовим кораблем, що перебуває на активній службі. Зокрема у 1943 році корабель взяв участь в охзороні 6 конвоїв, включаючи ескортування американського лінійного корабля "Айова".

## Модернізація
Корабель пройшла програму модернізації на річковій  базі ВМС  Ладаріо у період з січня 1998 року по 6 травня 1999 року, під час якої її первісний рушій із зворотно-поступальним двигуном був замінений дизельними двигунами для збільшення асортименту та витривалості. (Один з її оригінальних двигунів був розміщений на виставці в Меморіальному залі лейтенанта Максиміано шостого військово-морського округу). Платформа вертольота була встановлена на юті, що дозволило монітору оперувати гелікоптером III-6B Bell Jet, який замінив Eurocopter AS350. 

## Зовнішні посилання
- ВМС Бразилії: Parnaíba U-71 (португальською)